# 梅州市职业技术学校
梅州市职业技术学校是广东省梅州市的一所职业技术学校，位于梅江区书山路。学校拥有两个校区：校本部、江南校区，在职教职工325名，全日制在校生约8000人。总占地面积258亩，其中校本部180亩，江南校区35亩，在建一个校区—广州（梅州）产业转移工业园区分校43亩；总建筑面积达8.7万平方米。

## 历史
梅州市职业技术学校原名“梅州市农业机械学校”，是市机械公司下属部门办学单位。2002年4月，经梅州市人民政府批准学校划归市教育局管理成为市教育局直属学校，并更名为“梅州市职业技术学校”。2007年，经市政府批准，梅州市旅游职业技术学校和梅州市财贸学校与学校合并、2010年，梅州市商业学校与学校合并。2008年，省教育厅与梅州市签订共建山区职教基地的协议，学校被列入省、市重点建设项目学校。2009年底，学校通过评估成为“国家级重点中等职业学校”。

## 开设专业
| 序号 | 专业名称                 | 专业代码 | 序号 | 专业名称               | 专业代码 |
| ---- | ------------------------ | -------- | ---- | ---------------------- | -------- |
| 1    | 学前教育（幼师）         | 160100   | 12   | 计算机网络技术         | 090500   |
| 2    | 社会文化艺术（客家才女） | 140100   | 13   | 计算机动漫与游戏制作   | 090400   |
| 3    | 会计电算化               | 120200   | 14   | 数字媒体技术           | 090200   |
| 4    | 市场营销                 | 121000   | 15   | 美术设计与制作（广告） | 142200   |
| 5    | 电子商务                 | 121100   | 16   | 服装设计与工艺         | 142400   |
| 6    | 文秘                     | 180200   | 17   | 汽车运用与维修         | 082500   |
| 7    | 商务英语                 | 121300   | 18   | 模具制造技术           | 051500   |
| 8    | 酒店服务与管理           | 130100   | 19   | 数控技术应用           | 051400   |
| 9    | 旅游服务与管理           | 130200   | 20   | 机电技术应用           | 051300   |
| 10   | 中餐烹饪（厨师）         | 130700   | 21   | 电子电器应用与维修     | 053200   |
| 11   | 计算机应用               | 090100   |      |                        |          |